# 2. п. н. е.
2. п. н. е. била је обична година која је почињала у четвртак или петак јулијанског календара и уобичајена година која почиње у сриједу по пролептичком јулијанском календару. У то вријеме је била позната као година конзулства Августа и Силвана (или, рјеђе, година 752. Ab urbe condita). Деноминација 2. п. н. е. за ову годину се користи од раног средњег вијека, када је календарска ера Anno Domini постала преовлађујући метод у Европи за именовање година.

## Догађаји
- Римски цар Август од стране Сената добија титулу Pater Patriae односно „отац домовине”; том титулом је, након давања титуле princeps, додатно потврђено како он влада римском државом.[1]
- Јулија Старија, Августова ћерка, изгнана је на острво Пандатерија након осуде за издају и прељубу; мајка Скрибонија одлучује да пође са њом.[2][3]
- Aqua Alsietina (или Aqua Augusta), римски аквадукт у Риму, изграђен је за вријеме Августове владавине.[4]

## Рођења
- Исус, основа хришћанства (рођен у мjесецу етаниму (тишреју) (септембар–октобар) (приближан датум, према Јевсевију из Цезареје и Јеховиним свjедоцима).
- Гнеј Домиције Ахенобарб, Неронов отац.[5]